# Torrecillo
Torrecillo es una localidad de España perteneciente al municipio de Murias de Paredes, provincia de León, comunidad autónoma de Castilla y León. Antiguamente formaba parte del concejo omañés de Cilleros.

## Toponimia
En el Diccionario geográfico-estadístico-histórico de España y sus posesiones de ultramar de Madoz (1849), se menciona la
existencia de un edificio con una torre de la que podría provenir el nombre de la localidad.

## Geografía física
Se encuentra en el Valle Gordo, ubicado sobre una antigua fractura
hercínica orientada de NO a SE. en los límites orientales de la
sierra de Gistredo, y por donde fluye el río Vallegordo, un
afluente del río Omaña. La población está a
1250 m s. n. m., a poca distancia del río y dominada por montes de altura media como Las Algadinas (1524 m) y Cerro Posada (1629). La población de Posada de Omaña está a medio kilómetro de distancia.
Según la clasificación climática de Köppen, el municipio se encuadra en la variante Csb, es decir clima mediterráneo de veranos suaves, siendo la media del mes más cálido no superior a 22 °C pero superándose los 10 °C durante cinco o más meses, y caracterizado por temperaturas medias anuales por debajo de los 9 °C, precipitaciones cerca de los 1000 mm anuales, nevadas invernales y veranos secos.

## Naturaleza
Torrecillo está dentro de las áreas designadas como  Reserva de la Biosfera de los valles de Omaña y Luna, Lugar de Importancia Comunitaria (LIC) y  Zona de Especial Protección para las Aves (ZEPA).
Entre las especies animales, son comunes el rebeco en las cotas más altas, la perdiz pardilla, la liebre de piornal, el lobo, corzo, y el jabalí. El Valle Gordo es parte del territorio de dos importantes especies  amenazadas: el oso pardo y el urogallo cantábrico.
En cuanto a la flora, a mayor altitud predominan los pastizales de
hierba rala debido a la dureza del clima y la pobreza de los suelos
silíceos. A menos altura, son comunes las escobas, urces, arandaneros y enebros rastreros, robles y, en terrenos húmedos y orientados al norte, los abedules.

## Historia

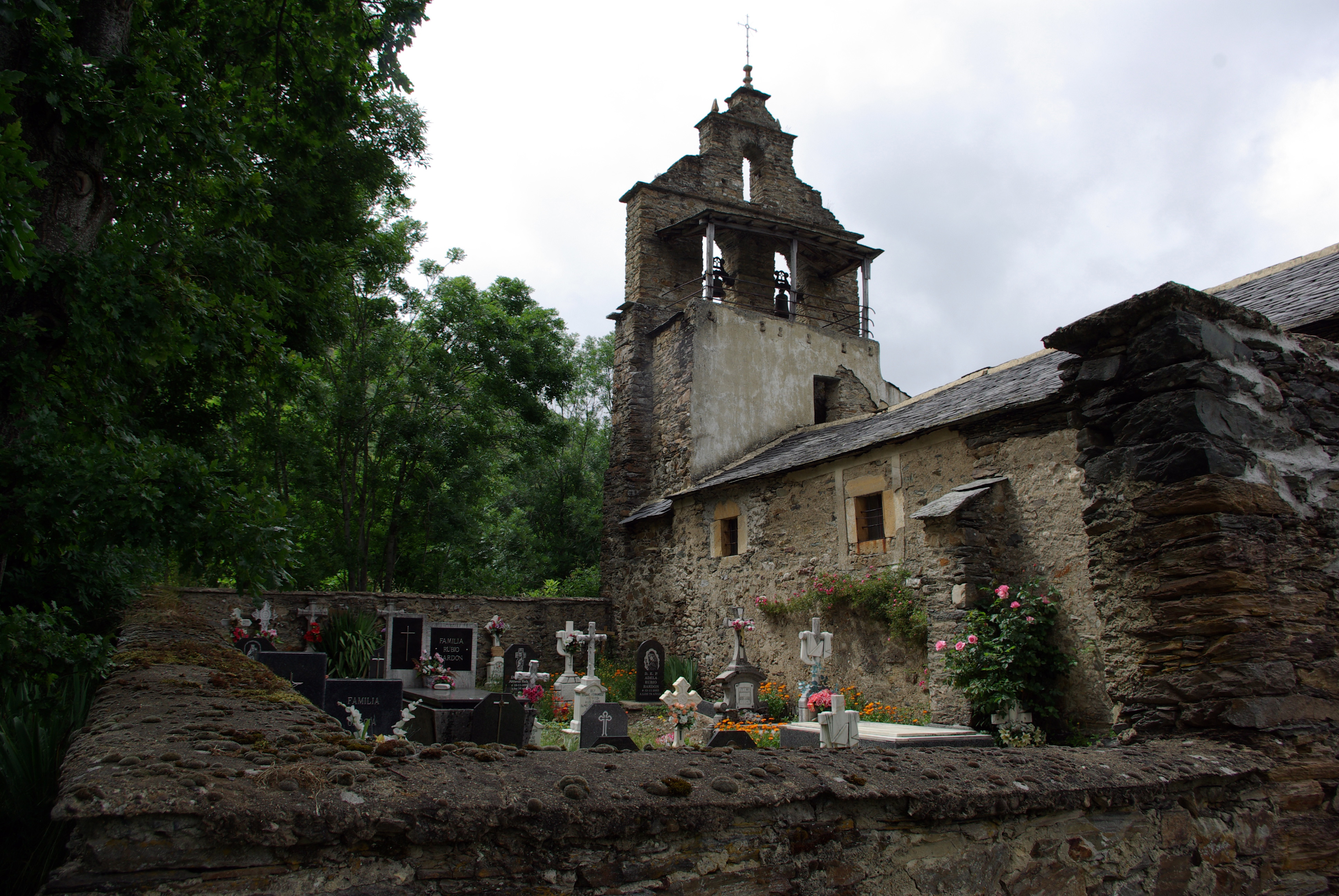
Iglesia parroquial y cementerio

Aunque no se conocen los detalles de la historia antigua de la zona, el Valle Gordo contiene numerosos restos de explotaciones auríferas que datan de la ocupación romana.
Se tienen pocos datos concretos de la población de Torrecillo hasta los siglos XVI y XVII. En 1518 la casa ducal de Uceda, enlazada con la de Luna, fundó el Mayorazgo de los Cilleros, que absorbió algunos de los pueblos hasta entonces parte de los concejos omañeses, entre ellos Torrecillo. En el Catastro de Ensenada, realizado en el siglo XVII, la población figura con el nombre de «Torrecilla», englobada en el concejo de Cilleros. La población era de señorío, aunque no pagaba feudo ni derecho alguno en concepto de vasallaje.
En el siglo XIX, Torrecillo pasó a formar parte del nuevo municipio de Murias de Paredes, perteneciente a la Capitanía General de Valladolid. Pascual Madoz en su Diccionario geográfico-estadístico-histórico de España y sus posesiones de Ultramar (1845-1850), menciona la iglesia parroquial de Santa Marina, una escuela de primeras letras. Cita el centeno, trigo, lino, patatas, legumbres y pastos, junto con el ganado y la harina y telas producidas localmente, como las principales riquezas de la población.
Durante el siglo XX, la historia de la localidad, junto al resto de la comarca de Omaña está marcada por su paulatina marginalización por la administración y el consiguiente abandono de sus habitantes. Este proceso se aceleró en la segunda mitad del mismo siglo, a partir de la implantación del Plan de Estabilización de 1959 que aumentó el contraste entre la marginación de los municipios de la comarca de Omaña y la creciente prosperidad de otras regiones españolas. La declaración  como «Comarca de Acción Especial» en 1978 supuso una importante inversión en infraestructuras, que aunque tardía para revertir la pérdida de población,  la mejora en las comunicaciones han incrementado  las perspectivas de desarrollo en ámbitos como el turismo rural y la ganadería.

## Geografía humana
La población se encuentra en una situación de fondo de valle, caracterizada por una disposición lineal de las viviendas determinada por el relieve y la ubicación de los terrenos más fértiles cerca del Vallegordo. Se trata de un núcleo de pequeño tamaño, típico del hábitat semi-disperso común en la montaña de León.
Según el Instituto Nacional de Estadística de España, Torrecillo contaba con quince habitantes en 2014, nueve hombres y seis mujeres, habiendo perdido cuatro habitantes desde 2001. Según los datos de Miñano, en el siglo XVIII,  el pueblo tenía 54 vecinos. En el siglo XIX, Madoz mencionó 112 habitantes y el censo de Mourille en 1920 contabilizó 80. La baja población es consecuencia de la emigración que se produjo durante el siglo XX y del consiguiente envejecimiento de la población.
| Gráfica de evolución demográfica de Torrecillo entre 2000 y 2015                                      |
| |
| Población según la relación de unidades poblacionales del Instituto Nacional de Estadística (España). |

## Organización político-administrativa
La localidad de Torrecillo se regía desde la Edad Media por un concejo abierto de vecinos, que decidía sobre el aprovechamiento de sus recursos comunes y elaboraban ordenanzas para regular los derechos y prestaciones de los vecinos y plasmar los usos y costumbres del pueblo. Junto con las poblaciones vecinas de Posada de Omaña y Vegapujín, constituía el concejo de Posada, integrado a su vez en el concejo de Cilleros. Aunque los concejos mayores desaparecieron en el siglo XIX para dar lugar a los municipios, las poblaciones constituyentes siguieron rigiéndosede facto por los concejos vecinales, hasta que estos adquirieron entidad jurídica en el siglo XX, como entidades de ámbito territorial inferior al municipio (EATIM), regidas por un alcalde pedáneo y  junta vecinal. Las EATIM tienen como competencias la administración del su patrimonio histórico y forestal, construcción y reparación de
fuentes y abrevaderos, la policía de caminos rurales, montes, fuentes
y ríos y limpieza de las calles.

## Economía
Tradicionalmente, la actividad económica en Torrecillo se ha centrado siempre en la agricultura y la ganadería, que emplean al mayor número de trabajadores en todo el término municipal. La ganadería constituía la mayor parte de los ingresos familiares y una gran parte de los terrenos aprovechables se dedican a los pastos. En lo que concierne la agricultura, tenían mucha importancia antaño el cultivo del centeno, trigo, además de las  legumbres y patatas, dedicados principalmente al autoabastecimiento. Los intercambios comerciales se producían, a escala local, en el mercado de Murias de Paredes, y  en los de Villablino, Riello, El Castillo y San Emiliano.
En el siglo XIX el pueblo también contaba con molinos harineros y telares, con los que se confeccionaba lienzos. En el paraje conocido como Corneta de Torrecillo se aprecia una cantera, que, aunque explotada a baja escala, debió enriquecer a la localidad, como evidencia la arquitectura de la iglesia y varias de sus casas.

## Comunicaciones
Se accede a Torrecillo tomando la carretera CV-128-2 desde LE-493 que, por el este, conecta  con la autopista AP-66 y con las carreteras autonómicas CL-623 y CL-626 en la localidad de La Magdalena, y por el oeste llega a Villablino a través del puerto de la Magdalena. El aeropuerto más cercano es el de León, en la localidad de La Virgen del Camino, entre Valverde de la Virgen y San Andrés del Rabanedo, a unos 69 kilómetros de Torrecillo.

## Patrimonio y cultura

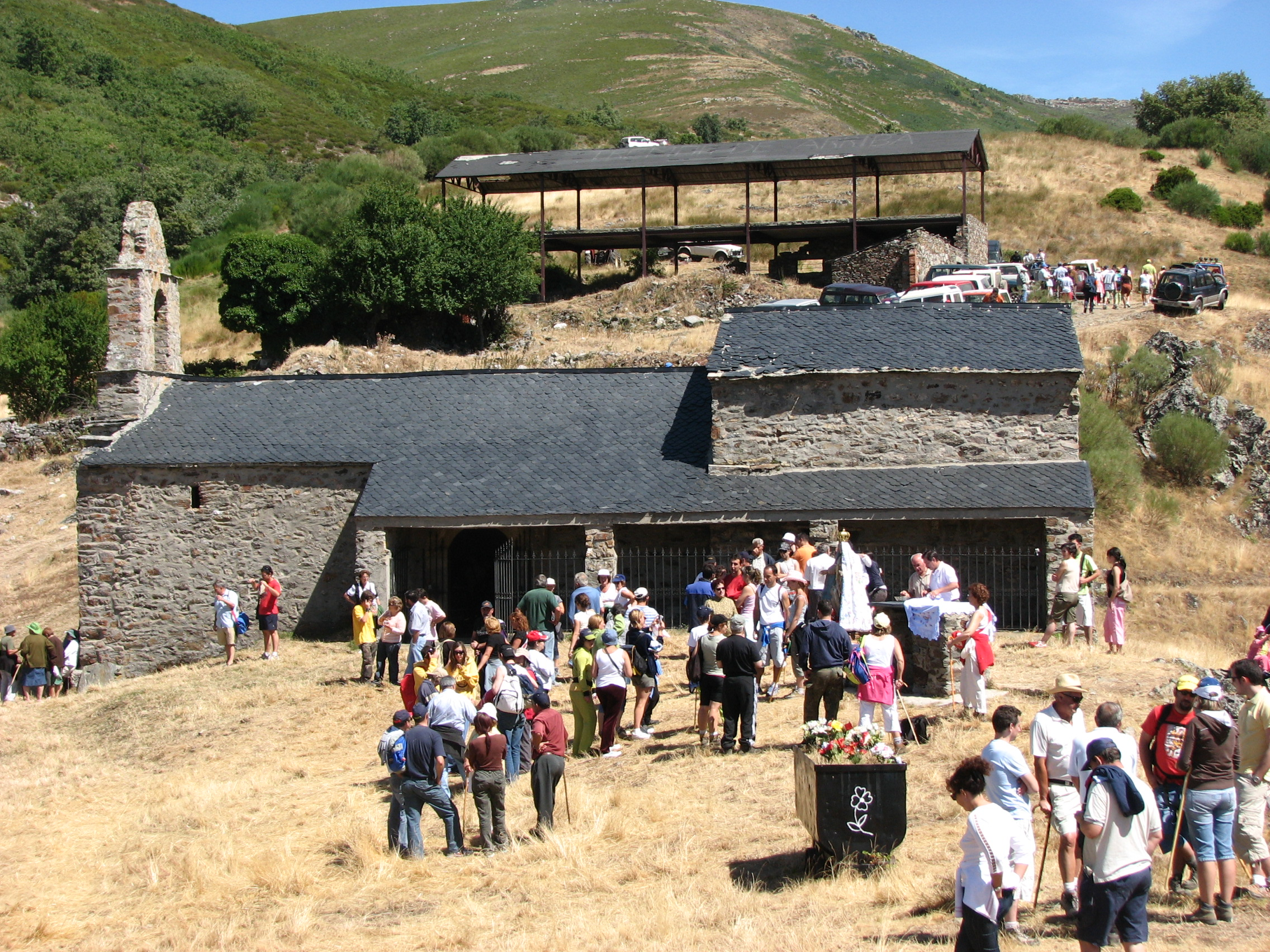
Romería de la Virgen de la Casa a la ermita de Peñafurada

La pieza más notable del patrimonio artístico de Torrecillo es una talla de un Cristo en madera policromada en la iglesia parroquial. Se considera destacable por poseer influencias bizantinas atípicas de la provincia de León. El pueblo también cuenta con interesante patrimonio arquitectónico representante del estilo popular omañés, caracterizado por tejados pendientes,
antaño con cubierta de centeno reemplazada por la losa, muros de
pizarra y cuarcita y un estilo rústico y funcional pero con detalles
decorativos, como las molduras de piedra labrada alrededor de puertas
y ventanas en algunos edificios. Una construcción de significancia especial es la ermita de Peñafurada, también conocida como ermita de la Virgen de la Casa, compartida con Posada de Omaña y Vegapujín y edificada sobre un collado por donde los peregrinos podían acceder al Bierzo por Tremor de Arriba, una de las variantes del Viejo Camino de Santiago que atravesaba Omaña. La leyenda cuenta que la ermita se construyó para albergar una imagen de la Virgen aparecida en una cueva de las cercanías. Cerca de la ermita existía un albergue, actualmente en ruinas.
Dentro del patrimonio cultural de la población destaca la gastronomía tradicional, con los platos típicos de la caldereta y la  sopa de trucha. Se celebran varias festividades de carácter religioso. como la Navidad, el día de los Reyes Magos, la Semana Santa, el Corpus Christi así como el día de San Roque y su víspera, el día de la Asunción, cuando se realiza una procesión a la ermita de Peñafurada.
Entre las celebraciones de carácter profano celebradas en el pasado se cuentan la fiesta de carnaval conocida como «zafarronada» y la «quema de la vieja». Las costumbres típicas son similares a las de otras poblaciones de la montaña leonesa. Los bolos leoneses es el juego tradicional más practicado. Entre las costumbres más renombradas están el filandón y  el calecho, reuniones de vecinos para pasar el rato contando historias  o jugando a las cartas. Los filandones tenían lugar durante las largas tardes de invierno y los asistentes realizaban tareas domésticas como el hilado durante estas reuniones, de donde reciben su nombre. Los calechos solían tener lugar al aire libre. El Samartino o Sanmartino, día en que se realizaba la matanza del cerdo, y la recolección de la cosecha de cereles eran eventos de gran importancia en el marco de la economía de subsistencia existente en el pasado.